# Rugobolivinella
Rugobolivinella es un género de foraminífero bentónico de la familia Bolivinellidae, de la superfamilia Loxostomatoidea, del suborden Buliminina y del orden Buliminida. Su especie tipo es Bolivinella rugosa. Su rango cronoestratigráfico abarca desde el Eoceno superior hasta la Actualidad.

## Discusión
Clasificaciones previas incluían Rugobolivinella en el suborden Rotaliina del orden Rotaliida. Clasificaciones más modernas lo incluyen en la superfamilia Cassidulinoidea.

## Clasificación
Rugobolivinella incluye a las siguientes especies:
- Rugobolivinella barcooae
- Rugobolivinella bensoni
- Rugobolivinella elegans
- Rugobolivinella elegantula
- Rugobolivinella flabelliforme
- Rugobolivinella margaritacea
- Rugobolivinella pendens
- Rugobolivinella poignantae
- Rugobolivinella rugosa
- Rugobolivinella scotti
- Rugobolivinella spinosa